# 東巨次島
東巨次島 （トンゴチャ＝ド、ひがしきょじとう、朝: 동거차도）は、朝鮮半島南西沖にある島。大韓民国全羅南道珍島郡鳥島面に属する。

## 概要
東巨次島は、朝鮮半島南西端付近にある珍島のさらに南西沖にある島嶼のひとつである。島の北西に位置する西巨次島、同島との間に点在する項島（ハン＝ド、항도）、松島（ソン＝ド、송도）、ウッテ島（ウッテ＝ソム、웃대섬）、アレッテ島（アレッテ＝ソム、아랫대섬）、東に位置する北島（プク＝ト、북도）などとともに巨次群島を構成している。面積は、2.91平方キロメートル。
島の全域が多島海海上国立公園に指定されている。また、東巨次島のペペライトは、「珍島東巨次島の球状ペペライト」として天然記念物に指定されている。島の西側の孟骨水道は潮流の速い危険海域として知られ、2014年4月、多数の犠牲者を出したセウォル号沈没事故では、経験の浅い航海士に船の操舵を一任し、ベテラン航海士が立ち会わなかったことが問題点のひとつとして指摘された。また、同事故では、夜間の生存者捜索活動に使用された照明弾が原因とみられる山林火災が東巨次島で発生する一幕があった。